# Europaspiele 2015/Teilnehmer (Gibraltar)
| Gelbes Symbol für Goldmedaillen mit stilisierten Olympischen Ringen | Graues Symbol für Silbermedaillen mit stilisierten Olympischen Ringen | Braundes Symbol für Bronzemedaillen mit stilisierten Olympischen Ringen |
| ------------------------------------------------------------------- | --------------------------------------------------------------------- | ----------------------------------------------------------------------- |
| —                                                                   | —                                                                     | —                                                                       |

Da Gibraltar kein Mitglied im Europäischen Olympischen Komitee ist, traten die fünf gibraltarischen Teilnehmer für die Athletic Association of Small States of Europe an.

## Leichtathletik
Hier bildeten die gibraltarischen Athleten zusammen mit Teilnehmern aus Liechtenstein, Monaco und San Marino das Team der Athletic Association of Small States of Europe.
| Athleten                                                       | Wettbewerb | Finale           | Finale           | Finale           |
| Athleten                                                       | Wettbewerb | Zeit/Weite       | Rang             | Punkte           |
| -------------------------------------------------------------- | ---------- | ---------------- | ---------------- | ---------------- |
| Frauen                                                         |            |                  |                  |                  |
| Laura Bevington                                                | 100 m      | 13,59 s          | 14               | 1                |
| Zyanne Hook                                                    | 200 m      | 26,61 s          | 14               | 1                |
| Zyanne Hook                                                    | 400 m      | 1:01.,24 min     | 12               | 3                |
| Alison Edwards                                                 | 3000 m     | 11:09,54 min     | 10               | 5                |
| Alison Edwards                                                 | 5000 m     | 19:22,69 min     | 10               | 5                |
| Männer                                                         |            |                  |                  |                  |
| Jerai Torres                                                   | 100 m      | 11,91 s          | 13               | 2                |
| Jerai Torres Sean Collado Fabian Haldner Andrea Ercolani Volta | 4 × 100 m  | 43,85 s          | 11               | 4                |
| Jerai Torres Sean Collado Fabian Haldner Andrea Ercolani Volta | 4 × 400 m  | nicht angetreten | nicht angetreten | nicht angetreten |

Endplatzierung
| Team  | Wettkampf  | Finale | Finale |
| Team  | Wettkampf  | Punkte | Rang   |
| ----- | ---------- | ------ | ------ |
| AASSE | Mixed Team | 99     | 14     |